# 火薬類製造保安責任者
火薬類製造保安責任者（かやくるいせいぞうほあんせきにんしゃ）は、火薬類保安責任者国家資格のうちの1つ。経済産業省管轄。火薬類製造保安責任者の資格保有を証明して交付される公文書を火薬類製造保安責任者免状という（免状の発行者は甲種および乙種は経済産業大臣、丙種は都道府県知事）。

## 分類
甲種と乙種と丙種に分かれ、甲種は製造において、火薬及び爆薬1日1t以上、硝安油剤爆薬1日7t以上、起爆薬1日50kg以上、変形及び修理において火薬、爆薬及び火工品（信号えん管、信号火せん及び煙火を除く）1日1t以上、乙種は製造において火薬及び爆薬1日1t未満、硝安油剤爆薬1日7t未満、起爆薬1日50kg未満 火工品（信号えん管、信号火せん及び煙火を除く）、信号えん管、信号火せん及び煙火1日300kg以上、変形及び修理において火薬、爆薬及び火工品（信号えん管、信号火せん及び煙火を除く）1日1t未満、丙種は製造において信号えん管、信号火せん及び煙火1日300kg未満、変形及び修理において信号えん管、信号火せん及び煙火に制限がある。

## 試験
国家試験は年1回実施される（実施は全国火薬類保安協会、丙種のみ都道府県火薬類保安協会）。受験に際しての条件などは無いが、一定の学歴を持つものは科目の一部が免除となる場合がある。
甲種または乙種火薬類製造保安責任者の資格保有者は申請により無試験で甲種または乙種火薬類取扱保安責任者の資格を取得することができる。（丙種火薬類製造保安責任者にはこの特典はない。丙種火薬類製造保安責任者が甲種または乙種火薬類取扱保安責任者の資格を取得するには、取扱保安責任者試験を受験して合格する必要がある。）

### 試験科目
甲種
1. 火薬類取締に関する法令
2. 火薬類製造工場保安管理技術
3. 火薬類製造方法
4. 火薬類性能試験方法
5. 火薬類製造工場に必要な機械工学電気工学及び機械工学大要
6. 一般教養(数学、物理学、化学、外国語、国語、社会科)

乙種
1. 火薬類取締に関する法令
2. 火薬類製造工場保安管理技術
3. 火薬類製造方法
4. 火薬類性能試験方法
5. 火薬類製造工場に必要な機械工学電気工学及び機械工学大要
6. 一般教養(数学、物理学、化学、外国語、国語、社会科)

丙種
1. 火薬類取締に関する法令
2. 信号焔管、信号火せん又は煙火(原料火薬及び爆薬を含む。)製造工場保安管理技術
3. 一般教養(数学、物理学、化学、外国語、国語、社会科)

## 備考
甲種または乙種の火薬類製造保安責任者および甲種または乙種の火薬類取扱保安責任者の資格を持つ者は、陸上自衛隊・海上自衛隊・航空自衛隊の技術陸曹・海曹・空曹の任用資格がある（丙種火薬類製造保安責任者にはなし）。本件の詳細は技術曹の項目を参照のこと。その他、コンクリート破砕器作業主任者技能講習の受講資格となっている。（丙種火薬類製造保安責任者には受講資格はない）